# 1372 en santé et médecine
| Années de la santé et de la médecine : 1369 - 1370 - 1371 - 1372 - 1373 - 1374 - 1375    |
| Décennies de la santé et de la médecine : 1340 - 1350 - 1360 - 1370 - 1380 - 1390 - 1400 |

Cet article présente les faits marquants de l'année 1372 en santé et médecine.

## Événements
- 3 octobre : « les barbiers obtiennent par ordonnance [du roi Charles V] la confirmation de leur droit de panser les blessures qui ne sont pas mortelles. Ceci aboutit petit à petit à la fusion des deux professions sous le titre de chirurgiens-barbiers[1]. »
- Fondation de l'hôpital du Saint-Esprit de Rabat, à Malte[2].
- À Florence, en Toscane, Niccolò degli Alberti fonde l'hospice d'Orbatello (Ospizio di Orbatello (it)), établissement qui, conçu pour loger deux cents femmes âgées, reçoit également, à partir du début du XVIIIe siècle, des femmes en attente d'un enfant non désiré, avant de se doter au siècle suivant d'un service de soins pour les femmes atteintes de la syphilis, et de devenir complexe hospitalier de la clinique dermatologique de l'université de Florence (Clinica Dermatologica dell'Università di Firenze)[3].
- L'hôpital Sainte-Barbe d'Utrecht, en Allemagne, s'ouvre aux malades chroniques qui sont indésirables ailleurs[4].
- Les censiers de l'évêché de Paris mentionnent un hôpital ou hôtel-Dieu fondé par Philippe de Marigny († 1316) à l'angle des rues Montorgueil et Tiquetonne[5].

## Décès
- 17 novembre : Jean de Mandeville (né vers 1300), médecin et voyageur d'origine anglaise, auteur du Livre des merveilles du monde.
- Jean Dupin (né en 1302 ou 1303), moine de l'abbaye de Vaucelles près Cambrai, théologien, orateur, poète ; et médecin, d'après La Croix du Maine, bien que les ouvrages qu'on lui attribue, parmi lesquels il faut compter le Livre de Mandevie[6], n'aient aucun rapport avec la médecine[7],[8].